# Pseudanophthalmus hesperus
Pseudanophthalmus hesperus är en skalbaggsart som beskrevs av Barr. Pseudanophthalmus hesperus ingår i släktet Pseudanophthalmus och familjen jordlöpare. Inga underarter finns listade i Catalogue of Life.